# Anton Antonov-Ovsejenko
Anton Vladimirovič Antonov-Ovsejenko (rusky Антон Владимирович Антонов-Овсеенко, 23. února 1920 – 9. července 2013) byl ruský historik a spisovatel. Jeho otcem byl sovětský politik a diplomat Vladimir Antonov-Ovsejenko.
Velkou část dětství trávil v Československu, kde jeho otec působil v letech 1924-1928 v diplomatických službách. V roce 1940 byl zatčen a do Stalinovy smrti vězněn v Gulagu.
Později začal pracovat na životopisu velitele NKVD Lavrentije Beriji a jiných knihách.
V roce 2004 otevřel v Moskvě Státní muzeum historie Gulagu.